# Musée contemporain de la calligraphie
Le musée contemporain de la calligraphie est un musée situé dans le parc Sokolniki, à Moscou, consacré à l'art de la calligraphie. La collection du musée présente des chefs-d'œuvre de calligraphie de 65 pays. Le concept a été élaboré par le centre de conventions et d'expositions Sokolniki et par l'Union nationale des calligraphes. 

Le musée a été inauguré le 14 août 2008. 

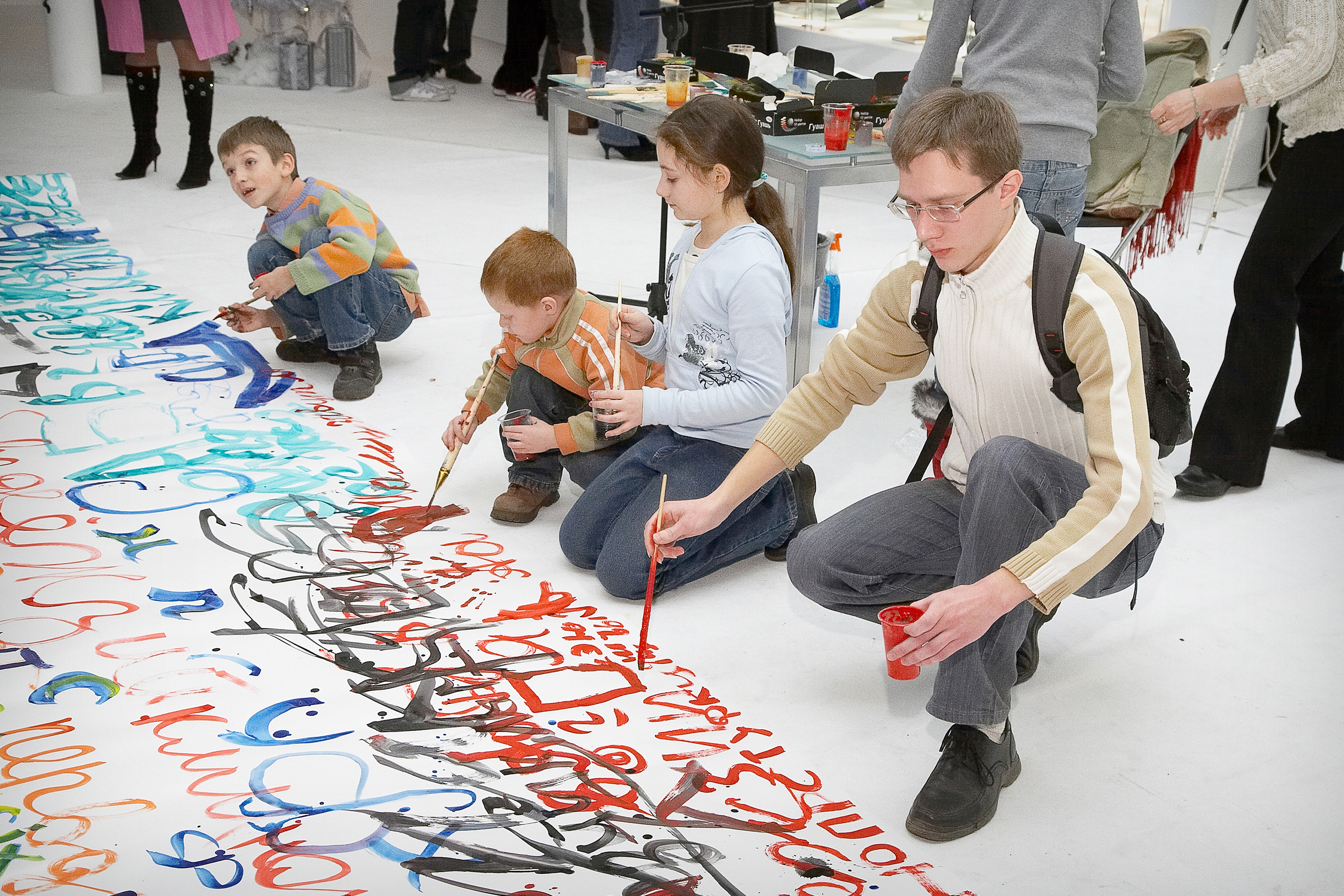
Cours de calligraphie pour enfants.
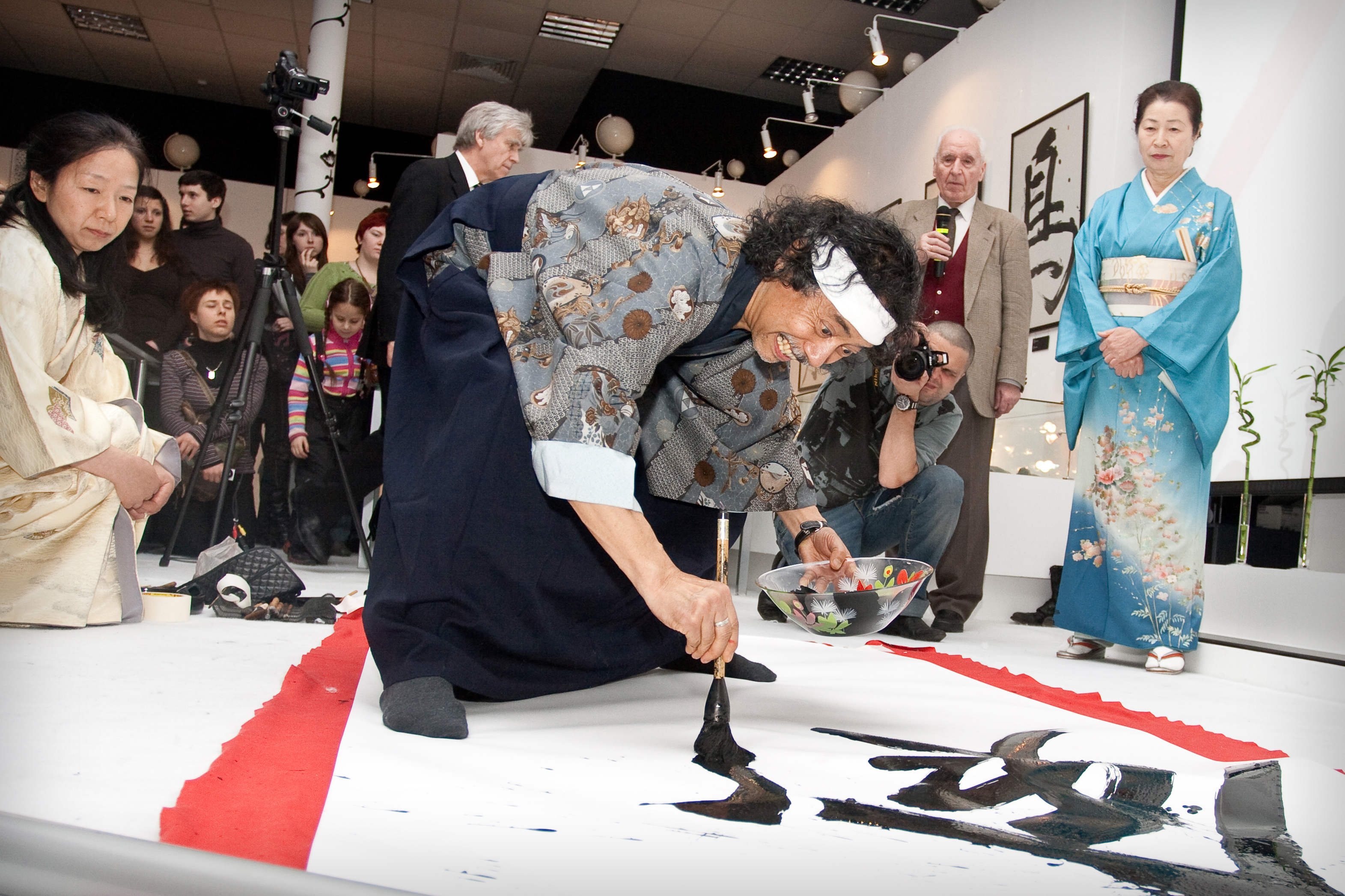
Master-class des calligraphes japonais Sashida Takefusa et Hirose Shoko.

## Exposition
Le musée possède la collection la plus vaste et la plus complète au monde de calligraphies russes, phéniciennes, hébraïques, arabes, géorgiennes, japonaises et chinoises anciennes. Les œuvres d'art de calligraphie sont complétées par de rares livres manuscrits. 
Exemples de calligraphie sacrée

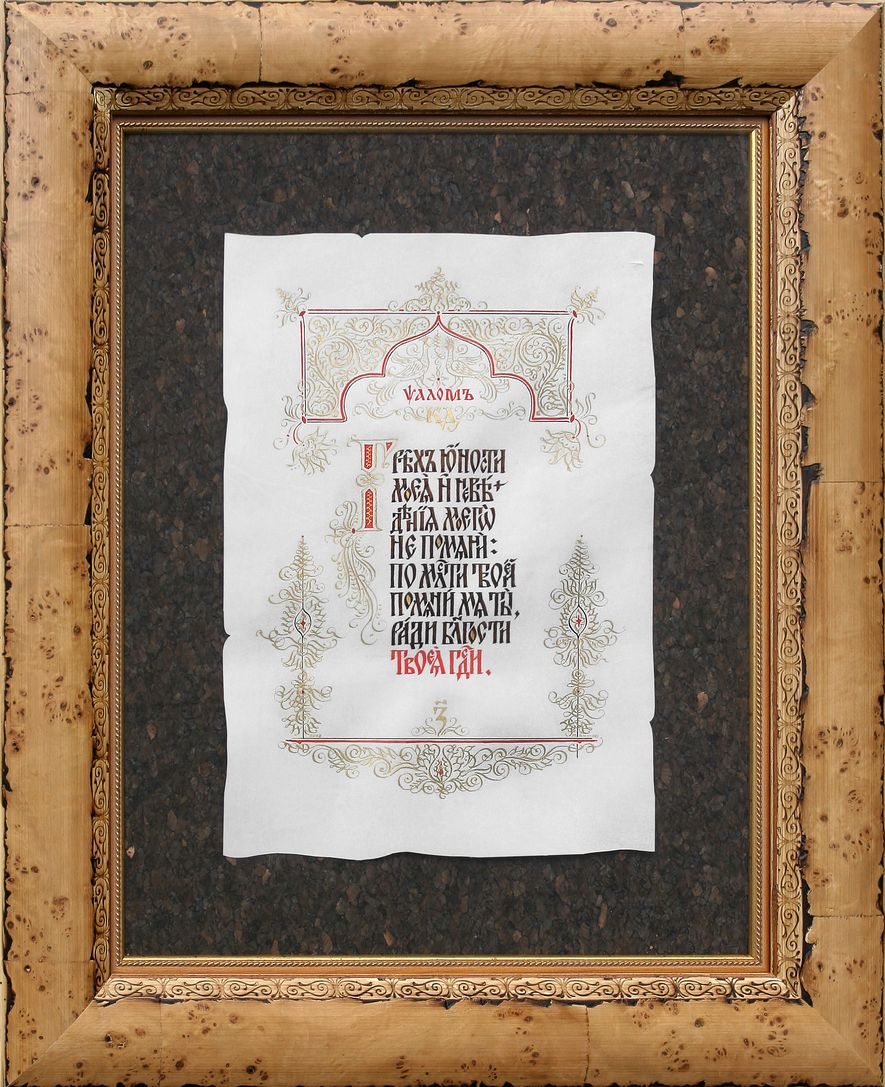
Petr Chobitko, « Ne te souviens pas des péchés de ma jeunesse et de mon ignorance... ».
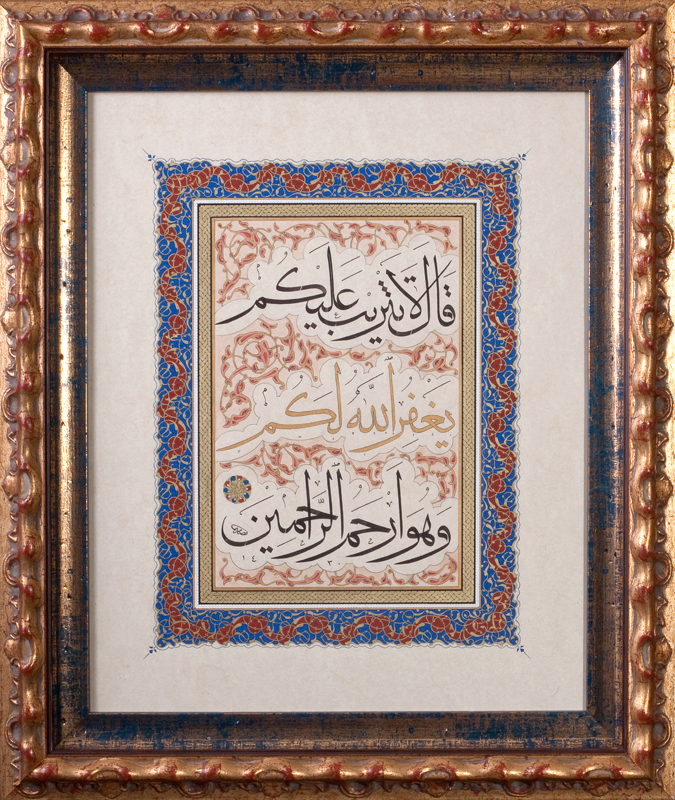
Nassar Mansour, « Ce jour-là, ne laisse aucun reproche sur toi... » Sourate 12 (Yusuf), verset 92.
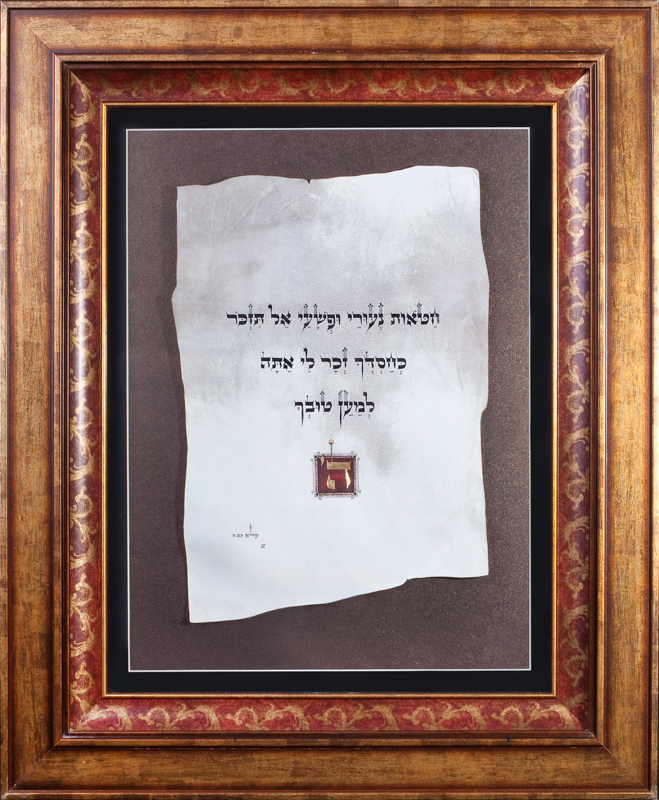
Avraham Borshevsky, « Ne te souviens pas des péchés de ma jeunesse ... ».

## Musées de la calligraphie
- Musée contemporain de calligraphie
- Bartlhaus
- Hill Museum & Manuscript Library (en) (site du musée)
- Karpeles Manuscript Library Museum (en) à Jacksonville (bibliothèque de manuscrits Karpeles)
- Musée des manuscrits (MsM)
- Musée de la calligraphie Naritasan
- Victoria and Albert Museum : la collection de calligraphies modernes de la Bibliothèque nationale d'art (site du musée)
- Musée Ditchling (en) (site du musée)
- Musée de Klingspor (site du musée)
- Musée Sakıp Sabancı (site du musée)